# Зайденберг, Теодор
Теодор Зайденберг (англ. Theodore Saidenberg; 8 марта 1908, Балтимор — 24 августа 1986, Холливуд (Флорида)) — американский пианист. Брат скрипача Дэниела Зайденберга. Сын Альберта и Любы Зайденберг, эмигрантов из России.
Наиболее известен как аккомпаниатор, выступавший вместе с такими исполнителями, как Яша Хейфец, Айзек Стерн, Миша Мишаков, Рая Гарбузова, Луис Кауфман, Эммануэль Фойерман и др., а также, особенно в юности, со своим братом. Кроме того, в 1940-е гг. Зайденберг составлял известный фортепианный дуэт с Эдуардом Ребнером, особенно много выступавший на радио.